# TEU
 For alternative betydninger, se TEU (flertydig). (Se også artikler, som begynder med TEU)
TEU (Forkortelse for Twenty-foot Equivalent Units) og FEU (Forty-foot Equivalent Units) er to måleenheder for skibscontainere.
En TEU svarer til en standard 20-fodscontainer, konstrueret efter International Organization for Standardizations retningslinjer, såkaldte isotainers.
De udvendige dimensioner for en sådan container er 6,10 meter længde x 2,44 meter bredde x 2,59 meter højde, totalt omkring 39 kubikmeter. Containere til transport med containerbil, får svejset et sæt vanger på under bunden og dermed typisk er ca 2,70 meter høje.
De indvendige dimensioner er 5,90 meter længde x 2,35 meter brede x 2,39 meter, højde total 32,85 kubikmeter.
De oftest brugte containere til lastbil- og skibstransport er 40-fodscontainere (FEU), som altså er 2 TEU.